# Jassynez
Jassynez (ukrainisch Ясинець; russisch Ясинец Jassinez, polnisch Jasieniec) ist ein Dorf im Rajon Dubrowyzja der westlichen Ukraine in der Oblast Riwne mit etwa 500 Einwohnern.

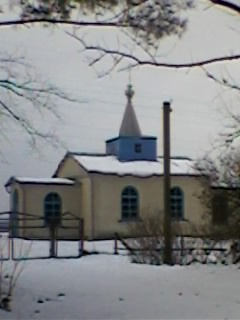
Kirche im Ort

## Lage
Der kleine Ort liegt etwa 7 Kilometer nördlich der ehemaligen Rajonshauptstadt Dubrowyzja und 115 Kilometer nordöstlich der Oblasthauptstadt Riwne nahe der Grenze zu Belarus am Fluss Horyn, durch den Ort verläuft in Nord-Süd-Richtung die Straße R 05.

## Geschichte
Das Dorf wurde 1610 zum ersten Mal schriftlich erwähnt und lag bis 1795 als Teil der Adelsrepublik Polen-Litauen in der Woiwodschaft Wolhynien. Danach kam es zum neugegründeten Gouvernement Wolhynien als Teil des Russischen Reiches.
Nach dem Ende des Ersten Weltkrieges wurde der Ort ein Teil der Zweiten Polnischen Republik (Woiwodschaft Wolhynien, Powiat Sarny, Gmina Dąbrowica), nach dem Ausbruch des Zweiten Weltkrieges wurde das Gebiet durch die Sowjetunion und ab 1941 durch Deutschland besetzt. 1945 kam es endgültig zur Sowjetunion und wurde in die Ukrainische SSR eingegliedert, 1991 wurde er schließlich ein Teil der heutigen Ukraine.

## Verwaltungsgliederung
Am 12. Juni 2020 wurde das Dorf ein Teil neu gegründeten Stadtgemeinde Dubrowyzja im Rajon Dubrowyzja; bis dahin war es ein Teil der Landratsgemeinde Selez im Zentrum des Rajons Dubrowyzja.
Am 17. Juli 2020 wurde der Ort Teil des Rajons Sarny.